# Semen (Jatisrono)
Semen is een bestuurslaag in het regentschap Wonogiri van de provincie Midden-Java, Indonesië. Semen telt 2157 inwoners (volkstelling 2010).